# Ablerus magistrettii
Ablerus magistrettii är en stekelart som beskrevs av Blanchard 1942. Ablerus magistrettii ingår i släktet Ablerus och familjen växtlussteklar. Inga underarter finns listade i Catalogue of Life.